# Championnat d'Angleterre de football 1964-1965
Navigation
Édition précédente Édition suivante
La 66e édition du championnat d'Angleterre de football est remportée par Manchester United. Le club de Manchester l'emporte sur le promu, Leeds United, grâce à une meilleure différence de buts et, gagne son sixième titre de champion d'Angleterre.
Manchester United se qualifie pour la Coupe des clubs champions en tant que champion d'Angleterre. Liverpool FC, vainqueur de la coupe et West Ham United, tenant du trophée européen, se qualifient pour la Coupe des vainqueurs de coupe. Leeds United, Chelsea FC et Everton FC se qualifient pour la Coupe des villes de foires.
Le système de promotion/relégation reste en place : descente et montée automatique, sans matchs de barrage pour les deux derniers de première division et les deux premiers de deuxième division. À la fin de la saison, Wolverhampton Wanderers et Birmingham City sont relégués en deuxième division. Ils sont remplacés pour la saison suivante par Newcastle United et Northampton Town.
Les attaquants anglais Andy McEvoy, de Blackburn Rovers, et Jimmy Greaves, de Tottenham Hotspur, se partagent le titre de meilleur buteur du championnat avec 29 buts réalisations. C'est la cinquième fois que Greaves termine en tête des buteurs.

## Classement
|    | Équipe                  | Joués | Victoires | Nuls | Défaites | Buts pour | Buts contre | +/- | Points | Spectateurs |
| -- | ----------------------- | ----- | --------- | ---- | -------- | --------- | ----------- | --- | ------ | ----------- |
| 1  | Manchester United       | 42    | 26        | 9    | 7        | 89        | 39          | 50  | 61     | 46 521      |
| 2  | Leeds United            | 42    | 26        | 9    | 7        | 83        | 52          | 31  | 61     | 37 490      |
| 3  | Chelsea                 | 42    | 24        | 8    | 10       | 89        | 54          | 35  | 56     | 37 054      |
| 4  | Everton                 | 42    | 17        | 15   | 10       | 69        | 60          | 9   | 49     | 42 062      |
| 5  | Nottingham Forest       | 42    | 17        | 13   | 12       | 71        | 67          | 4   | 47     | 27 426      |
| 6  | Tottenham Hotspur       | 42    | 19        | 7    | 16       | 87        | 71          | 16  | 45     | 39 391      |
| 7  | FC Liverpool            | 42    | 17        | 10   | 15       | 67        | 73          | -6  | 44     | 41 138      |
| 8  | Sheffield Wednesday     | 42    | 16        | 11   | 15       | 57        | 55          | 2   | 43     | 20 188      |
| 9  | West Ham United         | 42    | 19        | 4    | 19       | 82        | 71          | 11  | 42     | 25 858      |
| 10 | Blackburn Rovers        | 42    | 16        | 10   | 16       | 83        | 79          | 4   | 42     | 16 110      |
| 11 | Stoke City              | 42    | 16        | 10   | 16       | 67        | 66          | 1   | 42     | 25 787      |
| 12 | Burnley                 | 42    | 16        | 10   | 16       | 70        | 70          | 0   | 42     | 15 739      |
| 13 | Arsenal                 | 42    | 17        | 7    | 18       | 69        | 75          | -6  | 41     | 31 327      |
| 14 | West Bromwich Albion    | 42    | 13        | 13   | 16       | 70        | 65          | 5   | 39     | 18 848      |
| 15 | Sunderland              | 42    | 14        | 9    | 19       | 64        | 74          | -10 | 37     | 40 637      |
| 16 | Aston Villa             | 42    | 16        | 5    | 21       | 57        | 82          | -25 | 37     | 22 215      |
| 17 | Blackpool               | 42    | 12        | 11   | 19       | 67        | 78          | -11 | 35     | 18 641      |
| 18 | Leicester City          | 42    | 11        | 13   | 18       | 69        | 85          | -16 | 35     | 19 963      |
| 19 | Sheffield United        | 42    | 12        | 11   | 19       | 50        | 64          | -14 | 35     | 20 006      |
| 20 | Fulham                  | 42    | 11        | 12   | 19       | 60        | 78          | -18 | 34     | 17 563      |
| 21 | Wolverhampton Wanderers | 42    | 13        | 4    | 25       | 59        | 89          | -30 | 30     | 21 499      |
| 22 | Birmingham City         | 42    | 8         | 11   | 23       | 64        | 96          | -32 | 27     | 19 714      |

## Meilleur buteur
Avec 29 buts, Andy McEvoy qui évolue à Blackburn et Jimmy Greaves (Tottenham Hotspur) se partagent le titre de meilleur buteur du championnat.